# Quartier Mitte (Sarrebruck)
Le quartier Mitte est l'un des quatre arrondissements de la capitale sarroise, Sarrebruck.

## Structure de Mitte
- 11 Alt-Saarbrücken
  - 111 Schlossberg
  - 112 Reppersberg
  - 113 Malstatter Straße
  - 114 Triller
  - 115 Glockenwald
  - 116 Bellevue
- 12 Malstatt
  - 121 Rußhütte
  - 122 Rodenhof
  - 123 Unteres Malstatt
  - 124 Leipziger Straße
  - 125 Jenneweg
  - 126 Rastpfuhl
- 13 St. Johann
  - 131 Hauptbahnhof
  - 132 Nauwieser Viertel
  - 133 St. Johanner Markt
  - 134 Am Staden
  - 135 Kaninchenberg
  - 136 Rotenbühl
  - 137 Am Homburg
  - 138 Bruchwiese
  - 139 Universität
- 14 Eschberg
- 16 Sankt Arnual
  - 161 Wackenberg
  - 162 Winterberg